# Berg-Ahorn am Wachwitzgrund
Der Berg-Ahorn am Wachwitzgrund ist ein als Einzelbaum ausgewiesenes Naturdenkmal (ND 105) bei Gönnsdorf im Schönfelder Hochland im Osten Dresdens.

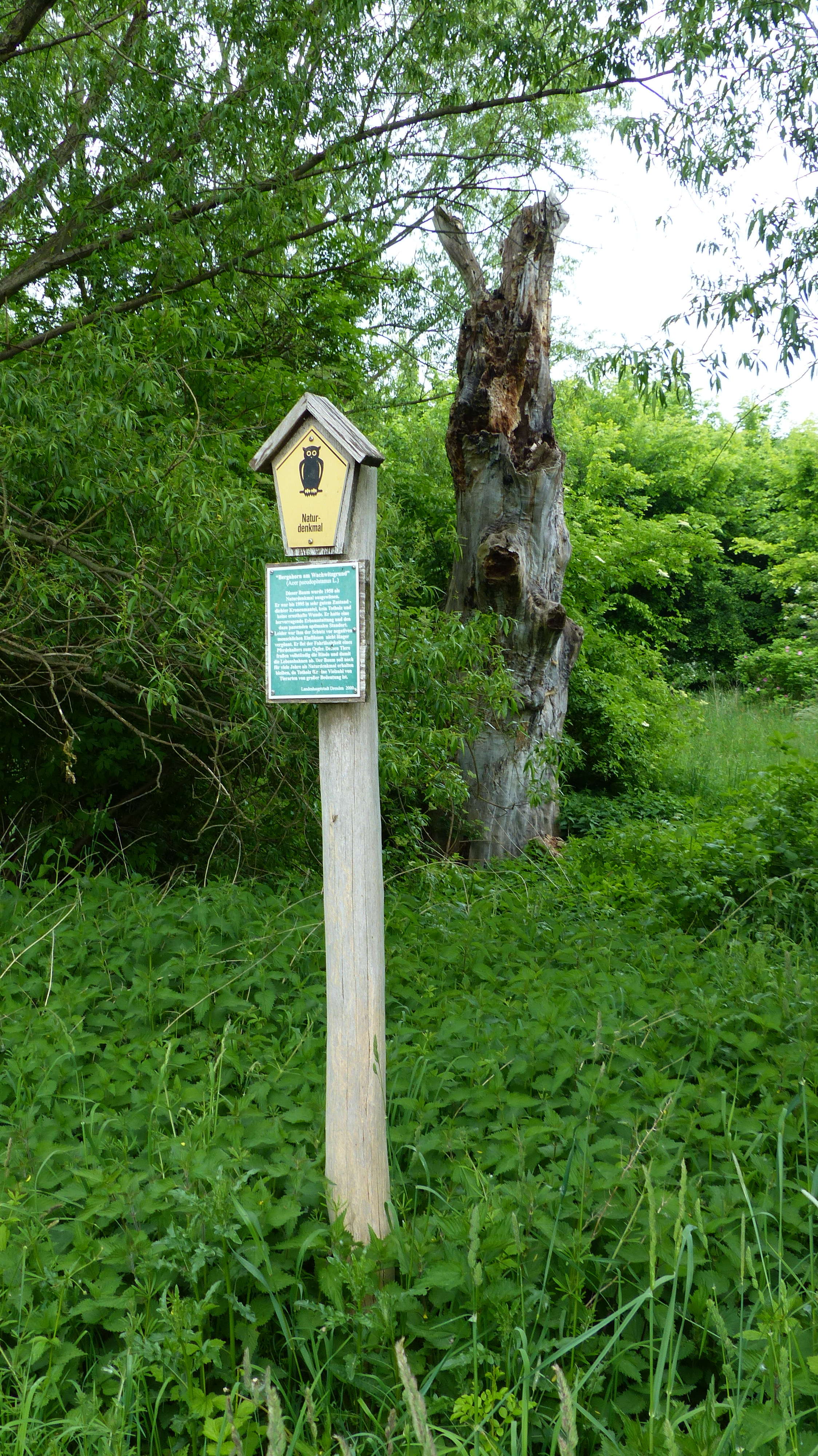
Reste des Naturdenkmals Berg-Ahorn am Wachwitzgrund

Mit einer Höhe von etwa 25 Metern, einem Kronendurchmesser von etwa 30 Metern sowie einem Stammumfang von 5,15 Metern war der Baum noch knapp 40 Jahre nach seiner Unterschutzstellung überdurchschnittlich groß, starb dann durch Befraß ab und ist nun durch sein Totholz ein bedeutender Lebensraum für eine Vielzahl von Tierarten.

## Geschichte
Dieser Berg-Ahorn (Acer pseudoplatanus) wuchs auf einem Standort südöstlich am Wachwitzgrund, der vom Wachwitzbach durchflossen wird, rund 150 Meter höher gelegen als das 8,5 km westlich befindliche Stadtzentrum im Elbtalkessel.

Die Abteilung für Landwirtschaft im Kreis Dresden hatte in der zweiten Hälfte der 1950er Jahre eine Liste von schützenswerten Naturobjekten erarbeitet. Am 23. Januar 1958 beschloss der Rat des Kreises Dresden, der Registrierung der vorgeschlagenen Objekte zuzustimmen. Aus der Gemeinde Gönnsdorf wurden zwei Objekte unter Schutz gestellt, der westlich der Ortslage stehende Ahorn auf der Zache und eine als Landmarke bezeichnete Linde. Der Schutz dieser Linde ist nicht mehr vorhanden oder nicht mehr bekannt. Es soll sich um die Linde im Hof der 2012/2013 erbauten Rettungswache Gönnsdorf handeln, zuvor Standort der Freiwilligen Feuerwehr Gönnsdorf, die 2009 der Freiwilligen Feuerwehr Pappritz angegliedert wurde.
Durch Fahrlässigkeit eines Pferdehalters im Jahr 1995 fraßen dessen Tiere die Rinde vollständig rings um den Baum. Die Naturschutzbehörde leitete sofort Rettungsversuche zur Heilung bzw. Überbrückung der Rindenschäden ein, konnte allerdings das Absterben des Baums nicht verhindern. Bis dahin wies er eine dichte Krone ohne Totholz auf und hatte eine gesunde Belaubung.
Eine im Jahr 2000 aufgestellte Naturschutztafel informiert über die Geschichte des Baums und benennt die Bedeutung des Totholzes als wünschenswertes Ziel, das Naturdenkmal noch viele Jahre zu erhalten.
Beispiele für weitere Naturdenkmale mit Totholz sind die mächtige Rotbuche in der Dresdner Heide nach einem Bruch eines Teils der Krone im Oktober 2002, die Politische Buche im Kleditschgrund in Niederwartha nach einem vollständigen Kronenbruch im Herbst 2017, sowie das Flächennaturdenkmal Buchenaltholz am Eisenbornbach.